# Ligne Iida
La ligne Iida (飯田線, Iida-sen) est une ligne ferroviaire au Japon. Elle relie la gare de Toyohashi à celle de Tatsuno en traversant les préfectures d'Aichi, Shizuoka et Nagano. La ligne est exploitée par la Central Japan Railway Company (JR Central).

## Histoire
La section entre Toyohashi et Toyokawa est inaugurée le 15 juillet 1897 par les chemins de fer de Toyokawa. La ligne est ensuite prolongée à Ōmi en 1900.
Au nord, les chemins de fer d'Ina ouvrent la section entre Tatsuno et Ina-Matsushima en 1909, qui est prolongée jusqu'à Tenryūkyō en 1927.
En 1923, les chemins de fer de Horaitera ouvrent la section entre Ōmi à Mikawa-Kawai.
Les tronçons restants entre Mikawa-Kawai et Tenryūkyō sont terminés en 1936 par les chemins de fer Sanshin. L'ensemble de la ligne est nationalisée en 1943.

## Caractéristiques

### Ligne
- écartement des voies : 1 067 mm
- nombre de voies : Double voie entre Toyohashi et Toyokawa, voie unique de Toyokawa à Tatsuno.
- électrification : 1 500 V cc par caténaire

### Services
La section entre les gares de Toyohashi et Toyokawa est la plus fréquentée alors que le reste de la ligne a un trafic beaucoup plus faible. L'express Inaji relie Toyohashi à Iida et le rapide Misuzu relie Iida à Okaya sur la ligne Chūō.

### Liste des gares

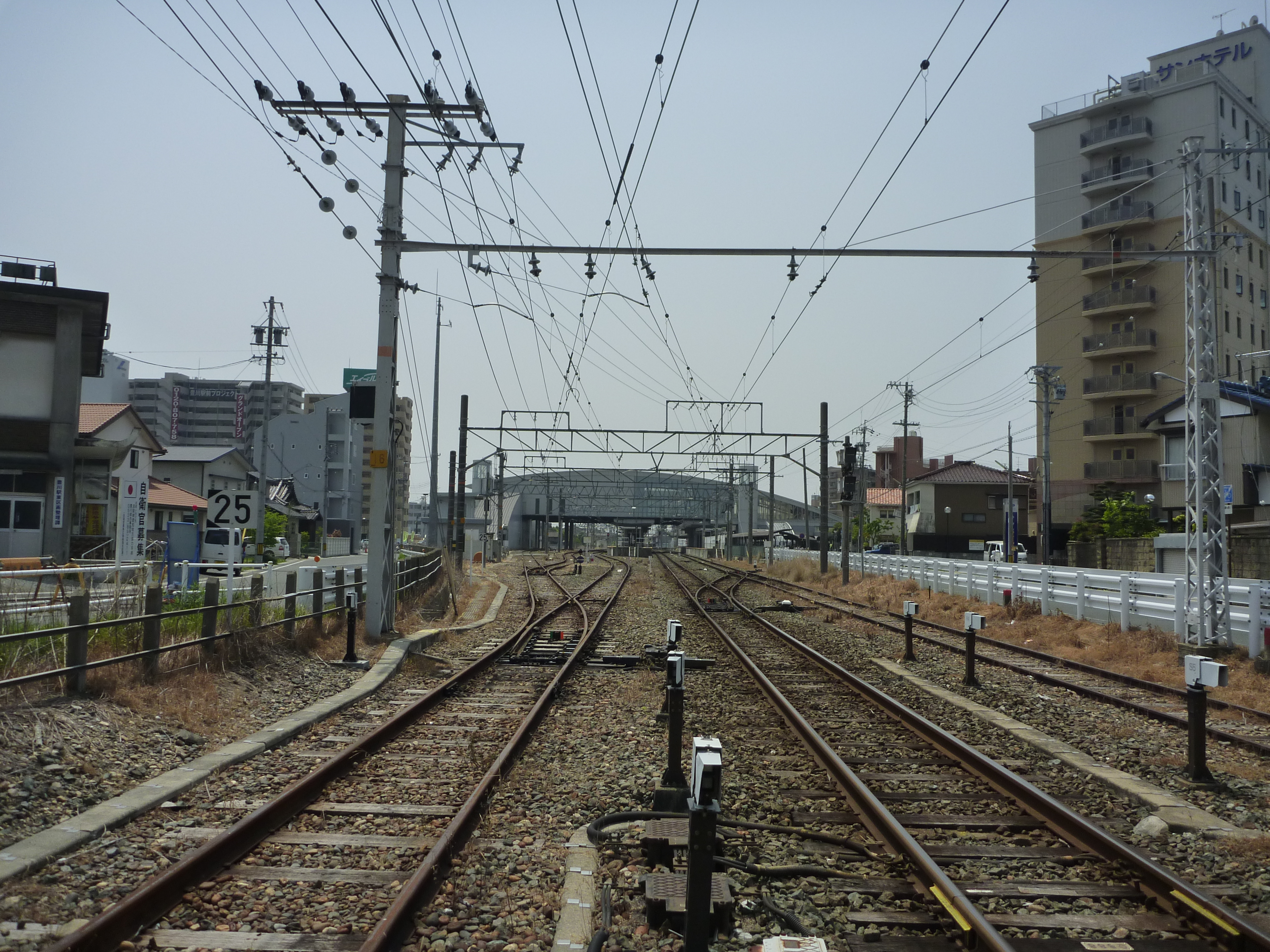
La ligne à Toyokawa

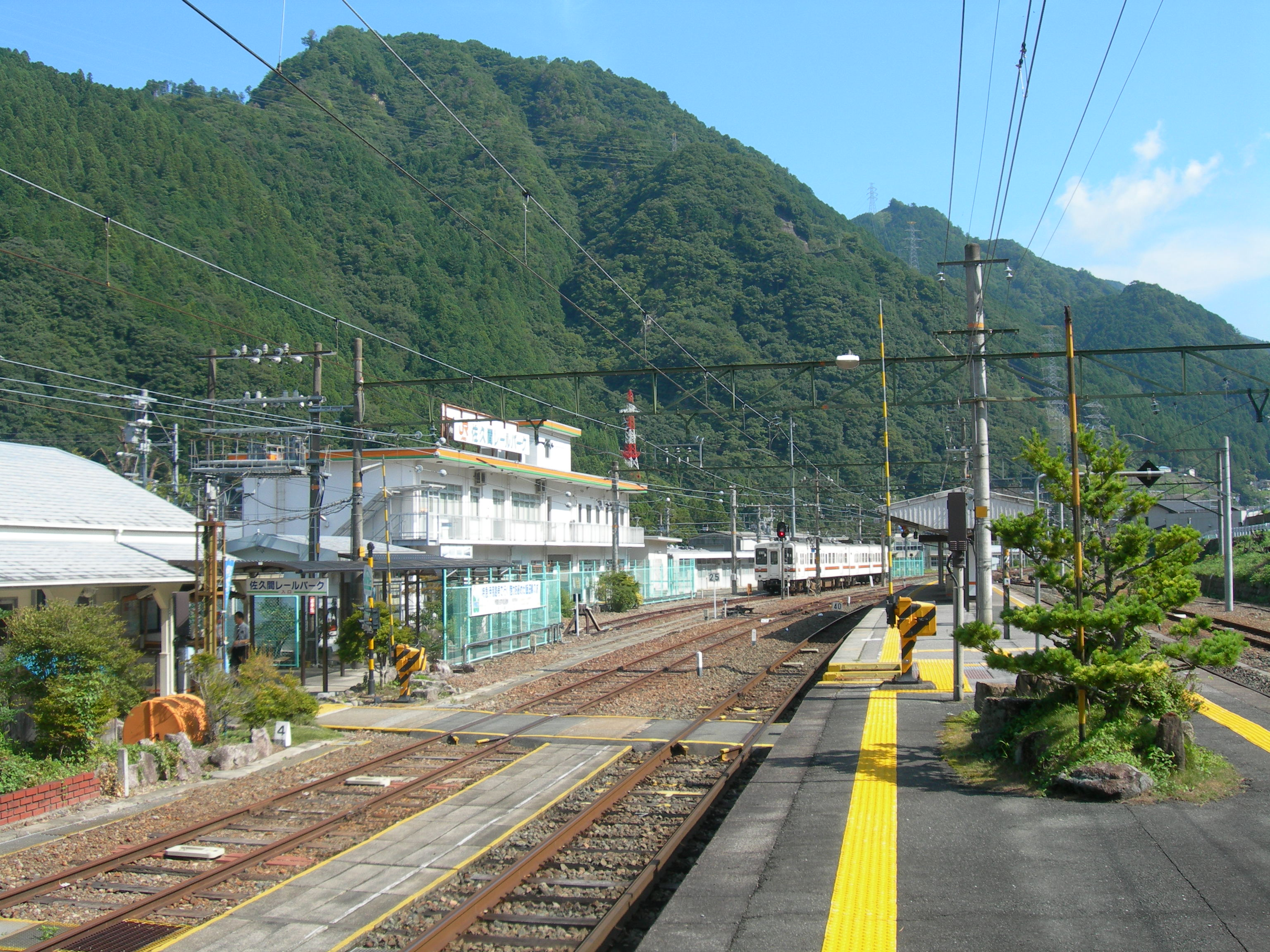
La ligne à Chūbu-Tenryū

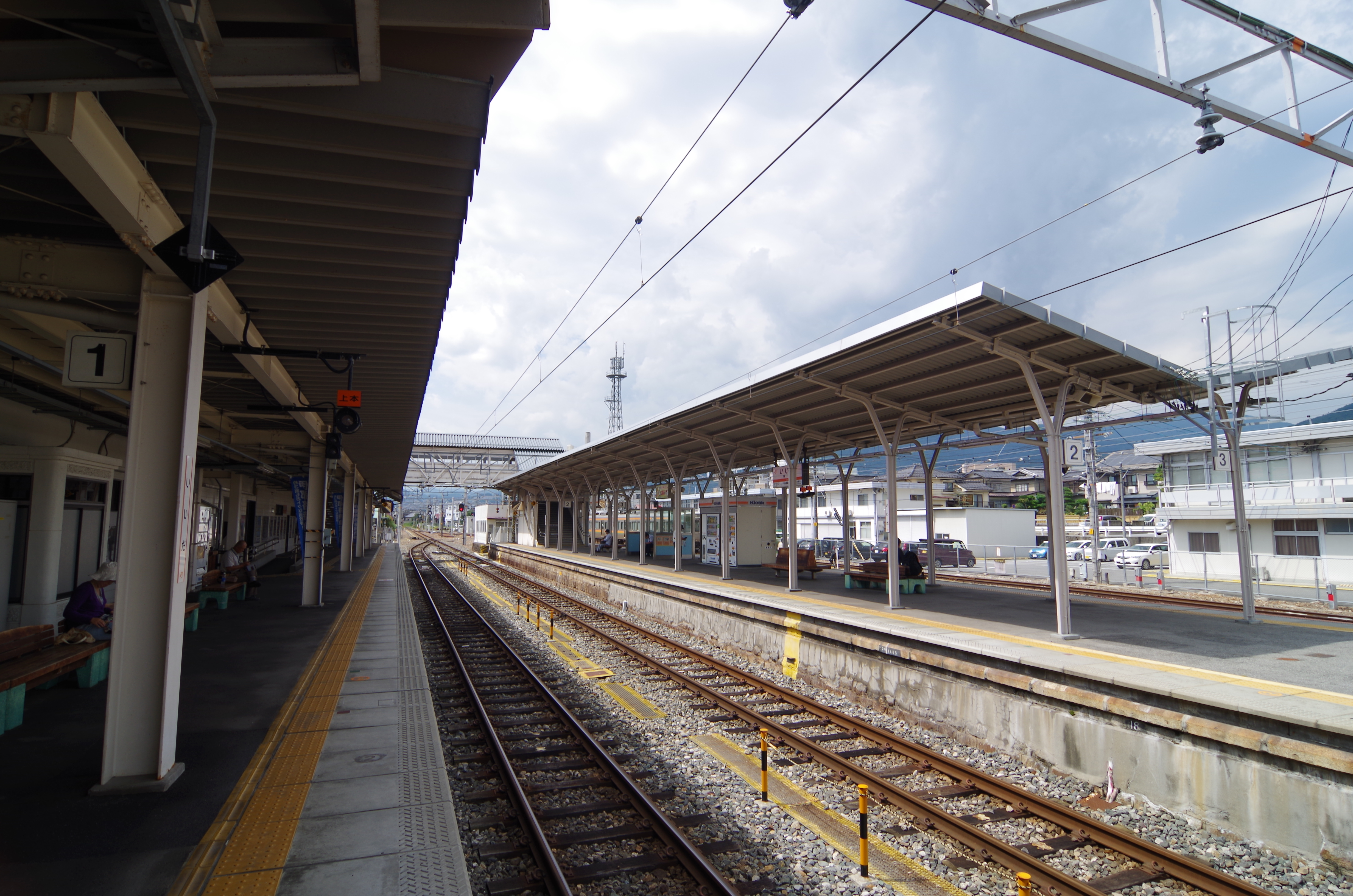
La ligne à Iida

La ligne Iida comporte 94 gares.
| Numéro | Gare              | Nom japonais | Distance (km) | Correspondances                                                                        | Localisation | Localisation           |
| ------ | ----------------- | ------------ | ------------- | -------------------------------------------------------------------------------------- | ------------ | ---------------------- |
| CD00   | Toyohashi         | 豊橋         | 0             | JR Central : Shinkansen Tōkaidō, Tōkaidō Meitetsu : Nagoya Toyotetsu : Atsumi, Azumada | Toyohashi    | Préfecture d'Aichi     |
| CD01   | Funamachi         | 船町         | 1,5           |                                                                                        | Toyohashi    | Préfecture d'Aichi     |
| CD02   | Shimoji           | 下地         | 2,2           |                                                                                        | Toyohashi    | Préfecture d'Aichi     |
| CD03   | Kozakai           | 小坂井       | 4,4           |                                                                                        | Toyokawa     | Préfecture d'Aichi     |
| CD04   | Ushikubo          | 牛久保       | 6,6           |                                                                                        | Toyokawa     | Préfecture d'Aichi     |
| CD05   | Toyokawa          | 豊川         | 8,7           | Meitetsu : Toyokawa (à Toyokawa-inari)                                                 | Toyokawa     | Préfecture d'Aichi     |
|        | Mikawa-ichinomiya | 三河一宮     | 12,0          |                                                                                        | Toyokawa     | Préfecture d'Aichi     |
|        | Nagayama          | 長山         | 14,4          |                                                                                        | Toyokawa     | Préfecture d'Aichi     |
|        | Ejima             | 江島         | 15,4          |                                                                                        | Toyokawa     | Préfecture d'Aichi     |
|        | Tōjō (ja)         | 東上         | 17,0          |                                                                                        | Toyokawa     | Préfecture d'Aichi     |
|        | Nodajō            | 野田城       | 19,7          |                                                                                        | Shinshiro    | Préfecture d'Aichi     |
|        | Shinshiro         | 新城         | 21,6          |                                                                                        | Shinshiro    | Préfecture d'Aichi     |
|        | Higashi-Shimmachi | 東新町       | 22,6          |                                                                                        | Shinshiro    | Préfecture d'Aichi     |
|        | Chausuyama        | 茶臼山       | 23,8          |                                                                                        | Shinshiro    | Préfecture d'Aichi     |
|        | Mikawa-tōgō       | 三河東郷     | 25,0          |                                                                                        | Shinshiro    | Préfecture d'Aichi     |
|        | Ōmi               | 大海         | 27,9          |                                                                                        | Shinshiro    | Préfecture d'Aichi     |
|        | Torii             | 鳥居         | 29,3          |                                                                                        | Shinshiro    | Préfecture d'Aichi     |
|        | Nagashinojō       | 長篠城       | 30,8          |                                                                                        | Shinshiro    | Préfecture d'Aichi     |
|        | Hon-nagashino     | 本長篠       | 32,1          |                                                                                        | Shinshiro    | Préfecture d'Aichi     |
|        | Mikawa-ōno        | 三河大野     | 35,6          |                                                                                        | Shinshiro    | Préfecture d'Aichi     |
|        | Yuya-onsen        | 湯谷温泉     | 38,0          |                                                                                        | Shinshiro    | Préfecture d'Aichi     |
|        | Mikawa-makihara   | 三河槙原     | 40,6          |                                                                                        | Shinshiro    | Préfecture d'Aichi     |
|        | Kakidaira         | 柿平         | 42,9          |                                                                                        | Shinshiro    | Préfecture d'Aichi     |
|        | Mikawa-kawai      | 三河川合     | 45,2          |                                                                                        | Shinshiro    | Préfecture d'Aichi     |
|        | Ikeba             | 池場         | 50,1          |                                                                                        | Shinshiro    | Préfecture d'Aichi     |
|        | Tōei              | 東栄         | 51,2          |                                                                                        | Tōei         | Préfecture d'Aichi     |
|        | Izumma            | 出馬         | 55,4          |                                                                                        | Hamamatsu    | Préfecture de Shizuoka |
|        | Kamiichiba        | 上市場       | 56,0          |                                                                                        | Hamamatsu    | Préfecture de Shizuoka |
|        | Urakawa           | 浦川         | 57,3          |                                                                                        | Hamamatsu    | Préfecture de Shizuoka |
|        | Hayase            | 早瀬         | 58,5          |                                                                                        | Hamamatsu    | Préfecture de Shizuoka |
|        | Shimo-kawai       | 下川合       | 59,9          |                                                                                        | Hamamatsu    | Préfecture de Shizuoka |
|        | Chūbu-tenryū      | 中部天竜     | 62,4          |                                                                                        | Hamamatsu    | Préfecture de Shizuoka |
|        | Sakuma            | 佐久間       | 63,5          |                                                                                        | Hamamatsu    | Préfecture de Shizuoka |
|        | Aizuki            | 相月         | 68,5          |                                                                                        | Hamamatsu    | Préfecture de Shizuoka |
|        | Shironishi        | 城西         | 70,5          |                                                                                        | Hamamatsu    | Préfecture de Shizuoka |
|        | Mukaichiba        | 向市場       | 73,3          |                                                                                        | Hamamatsu    | Préfecture de Shizuoka |
|        | Misakubo          | 水窪         | 74,3          |                                                                                        | Hamamatsu    | Préfecture de Shizuoka |
|        | Ōzore             | 大嵐         | 80,8          |                                                                                        | Hamamatsu    | Préfecture de Shizuoka |
|        | Kowada            | 小和田       | 83,8          |                                                                                        | Hamamatsu    | Préfecture de Shizuoka |
|        | Nakaisamurai      | 中井侍       | 87,8          |                                                                                        | Tenryū       | Préfecture de Nagano   |
|        | Ina-kozawa        | 伊那小沢     | 90,1          |                                                                                        | Tenryū       | Préfecture de Nagano   |
|        | Ugusu             | 鶯巣         | 91,7          |                                                                                        | Tenryū       | Préfecture de Nagano   |
|        | Hiraoka           | 平岡         | 93,8          |                                                                                        | Tenryū       | Préfecture de Nagano   |
|        | Shiteguri         | 為栗         | 98,5          |                                                                                        | Tenryū       | Préfecture de Nagano   |
|        | Nukuta            | 温田         | 102,2         |                                                                                        | Yasuoka      | Préfecture de Nagano   |
|        | Tamoto            | 田本         | 104,2         |                                                                                        | Yasuoka      | Préfecture de Nagano   |
|        | Kadoshima         | 門島         | 107,9         |                                                                                        | Yasuoka      | Préfecture de Nagano   |
|        | Karakasa          | 唐笠         | 111,3         |                                                                                        | Yasuoka      | Préfecture de Nagano   |
|        | Kinno             | 金野         | 113,6         |                                                                                        | Iida         | Préfecture de Nagano   |
|        | Chiyo             | 千代         | 114,8         |                                                                                        | Iida         | Préfecture de Nagano   |
|        | Tenryūkyō         | 天竜峡       | 116,2         |                                                                                        | Iida         | Préfecture de Nagano   |
|        | Kawaji            | 川路         | 117,5         |                                                                                        | Iida         | Préfecture de Nagano   |
|        | Tokimata          | 時又         | 119,3         |                                                                                        | Iida         | Préfecture de Nagano   |
|        | Dashina           | 駄科         | 121,1         |                                                                                        | Iida         | Préfecture de Nagano   |
|        | Kega              | 毛賀         | 122,5         |                                                                                        | Iida         | Préfecture de Nagano   |
|        | Ina-yawata        | 伊那八幡     | 123,6         |                                                                                        | Iida         | Préfecture de Nagano   |
|        | Shimoyamamura     | 下山村       | 124,7         |                                                                                        | Iida         | Préfecture de Nagano   |
|        | Kanae             | 鼎           | 125,7         |                                                                                        | Iida         | Préfecture de Nagano   |
|        | Kiriishi          | 切石         | 127,7         |                                                                                        | Iida         | Préfecture de Nagano   |
|        | Iida              | 飯田         | 129,3         |                                                                                        | Iida         | Préfecture de Nagano   |
|        | Sakuramachi       | 桜町         | 130,1         |                                                                                        | Iida         | Préfecture de Nagano   |
|        | Ina-kamisato      | 伊那上郷     | 131,1         |                                                                                        | Iida         | Préfecture de Nagano   |
|        | Moto-zenkōji      | 元善光寺     | 133,8         |                                                                                        | Iida         | Préfecture de Nagano   |
|        | Shimo-ichida      | 下市田       | 135,6         |                                                                                        | Takamori     | Préfecture de Nagano   |
|        | Ichida            | 市田         | 136,8         |                                                                                        | Takamori     | Préfecture de Nagano   |
|        | Shimodaira        | 下平         | 139,5         |                                                                                        | Takamori     | Préfecture de Nagano   |
|        | Yamabuki          | 山吹         | 140,5         |                                                                                        | Takamori     | Préfecture de Nagano   |
|        | Ina-ōshima        | 伊那大島     | 143,1         |                                                                                        | Matsukawa    | Préfecture de Nagano   |
|        | Kami-katagiri     | 上片桐       | 146,9         |                                                                                        | Matsukawa    | Préfecture de Nagano   |
|        | Ina-tajima        | 伊那田島     | 148,2         |                                                                                        | Nakagawa     | Préfecture de Nagano   |
|        | Takatōbara        | 高遠原       | 150,7         |                                                                                        | Iijima       | Préfecture de Nagano   |
|        | Nanakubo          | 七久保       | 152,3         |                                                                                        | Iijima       | Préfecture de Nagano   |
|        | Ina-hongō         | 伊那本郷     | 155,1         |                                                                                        | Iijima       | Préfecture de Nagano   |
|        | Iijima            | 飯島         | 157,9         |                                                                                        | Iijima       | Préfecture de Nagano   |
|        | Tagiri            | 田切         | 160,1         |                                                                                        | Iijima       | Préfecture de Nagano   |
|        | Ina-fukuoka       | 伊那福岡     | 162,9         |                                                                                        | Komagane     | Préfecture de Nagano   |
|        | Komachiya         | 小町屋       | 164,4         |                                                                                        | Komagane     | Préfecture de Nagano   |
|        | Komagane          | 駒ケ根       | 165,6         |                                                                                        | Komagane     | Préfecture de Nagano   |
|        | Ōtagiri           | 大田切       | 167,0         |                                                                                        | Komagane     | Préfecture de Nagano   |
|        | Miyada            | 宮田         | 169,1         |                                                                                        | Miyada       | Préfecture de Nagano   |
|        | Akagi             | 赤木         | 170,4         |                                                                                        | Ina          | Préfecture de Nagano   |
|        | Sawando           | 沢渡         | 173,4         |                                                                                        | Ina          | Préfecture de Nagano   |
|        | Shimojima         | 下島         | 174,5         |                                                                                        | Ina          | Préfecture de Nagano   |
|        | Inashi            | 伊那市       | 178,0         |                                                                                        | Ina          | Préfecture de Nagano   |
|        | Inakita           | 伊那北       | 178,9         |                                                                                        | Ina          | Préfecture de Nagano   |
|        | Tabata            | 田畑         | 181,0         |                                                                                        | Minamiminowa | Préfecture de Nagano   |
|        | Kitatono          | 北殿         | 183,2         |                                                                                        | Minamiminowa | Préfecture de Nagano   |
|        | Kinoshita         | 木ノ下       | 185,6         |                                                                                        | Minowa       | Préfecture de Nagano   |
|        | Ina-matsushima    | 伊那松島     | 187,1         |                                                                                        | Minowa       | Préfecture de Nagano   |
|        | Sawa              | 沢           | 189,7         |                                                                                        | Minowa       | Préfecture de Nagano   |
|        | Haba              | 羽場         | 191,6         |                                                                                        | Tatsuno      | Préfecture de Nagano   |
|        | Ina-shimmachi     | 伊那新町     | 193,4         |                                                                                        | Tatsuno      | Préfecture de Nagano   |
|        | Miyaki            | 宮木         | 194,6         |                                                                                        | Tatsuno      | Préfecture de Nagano   |
|        | Tatsuno           | 辰野         | 195,7         | JR East : Chūō (interconnexion)                                                        | Tatsuno      | Préfecture de Nagano   |